# Pholis fasciata
Pholis fasciata är en fiskart som först beskrevs av Bloch och Schneider, 1801.  Pholis fasciata ingår i släktet Pholis och familjen tejstefiskar. Inga underarter finns listade i Catalogue of Life.